# Amy Freeze
Amy Elizabeth Freeze (Utah, 19 de junio de 1974) es una meteoróloga de televisión estadounidense. Fue la primera mujer meteoróloga jefe de la estación de televisión WFLD con sede en Chicago, propiedad y operada por Fox Broadcasting Company; una de las primeras 20 mujeres del mundo en recibir la certificación como meteoróloga de transmisión que otorga la American Meteorological Society, y, la primera reportera femenina de la Major League Soccer.

## Trayectoria
Nació en Utah, creció en Indiana, y es la primera de cinco hijas de Linda y Bill Freeze. Se graduó, en 1992, en Jeffersonville High School en Jeffersonville. Obtuvo en 1995, la Licenciatura en Artes, en la especialidad de Comunicación de la Universidad Brigham Young de Utah, También se recibió como Licenciada en Ciencias, en la especialidad de Ciencias de la Tierra de la Mississippi State University. Tiene, además, una Maestría de la Universidad de Pensilvania cuya tesis fue crear un Programa de Alerta de Acción de Aguas Tormentosas, tomando en cuenta a las grandes ciudades y los desbordamientos combinados de las alcantarillas.
Freeze trabajó en Denver, tanto en KWGN como en KMGH. Comenzó su carrera en el programa de televisión Good Day Oregon, de la KPTV de la ciudad de Portland. También trabajó como meteorólogo para la WCAU de la cadena de televisión NBC en Filadelfia y como coanfitriona de 10!, un programa de entretenimiento en vivo de NBC10. Durante ese tiempo también trabajó en el Rockefeller Center en Nueva York como sustituta en el programa Weekend Today de NBC y MSNBC. 
Fue la primera mujer meteoróloga jefe de la estación de televisión WFLD con sede en Chicago, propiedad y operada por Fox Broadcasting Company, donde trabajó de 2007 a 2011. Desde 2011, es meteoróloga de fin de semana en WABC-TV en la ciudad de Nueva York. y también participa en el programa Good Morning America de la American Broadcasting Company (ABC).
Se caracteriza por utilizar fotos de los espectadores enviadas a través de Twitter, Facebook y correo electrónico en las que se muestra el estado del clima, incluyéndolas en sus pronósticos, Freeze Frame, Super Cat Saturday y Big Dog Sunday. Creó The Freeze Factor, un segmento especial donde se califica el tiempo del día siguiente en una escala del 1 al 10.
Ha realizado charlas sobre el clima, tornados y otras condiciones climáticas severas a más de 10.000 estudiantes en Chicago. Fue anfitriona de los primeros Días de Educación Meteorológica para los Chicago White Sox de la Grandes Ligas de Béisbol y los Chicago Cubs, así como para el equipo de hockey, Chicago Wolves. Freeze fue la primera reportera femenina de la Major League Soccer, trabajando para los equipos Colorado Rapids, LA Galaxy y Chicago Fire. También, para los Chicago Bears de la NFL durante cuatro temporadas.
Freeze tuvo un cameo en el episodio Mi vida en cuatro cámaras, de la serie de televisión de comedia dramática Scrubs, emitido en el año 2005. Su nombre, además apareció en el programa de concursos estadounidense Jeopardy!, en dos categorías diferentes.
En su faceta como deportista, es maratonista, ha escalado a la cima de la montaña Snowdon en Gales, los siete picos del Monte Fuji y la cima del Monte Timpanogos, es surfista y buza certificada. Tiene 4 hijos y vive en Manhattan. Está divorciada del futbolista escocés, Gary Arbuckle, desde 2016.

## Premios y reconocimientos
Fue la primera mujer meteoróloga jefe de la estación de televisión WFLD con sede en Chicago, propiedad y operada por Fox Broadcasting Company; y la primera reportera femenina de la Major League Soccer.
Freeze cuenta con el certificado número 111 de la American Meteorological Society como meteoróloga de transmisión certificada, siendo una de las primeras 20 mujeres del mundo en recibirla. Además, tiene el sello de aprobación de la National Weather Association y la American Meteorological Society.
Ha ganado cinco veces los Premios Emmy de la National Academy of Television Arts and Sciences. En 2017, fue nombrada como la Mejor Pronosticadora del Tiempo de Nueva York por el portal NJ.com.